# Pattinaggio di figura alla XXVI Universiade invernale
Le gare di pattinaggio di figura della XXVI Universiade invernale si sono svolte allo Stadio del Ghiaccio di Trento, in Italia, tra l'11 e il 15 dicembre 2013.

## Podi

### Uomini
| Evento           | Oro      | Punteggio | Argento        | Punteggio | Bronzo      | Punteggio |
| Singolo maschile | Song Nan | 220,70    | Gordej Gorškov | 213,52    | Akio Sasaki | 203,66    |

### Donne
| Evento            | Oro              | Punteggio | Argento           | Punteggio | Bronzo        | Punteggio |
| Singolo femminile | Sof'ja Birjukova | 161,91    | Valentina Marchei | 160,18    | Sof'ja Mišina | 154,89    |

### Misto
| Evento               | Oro                                  | Punteggio | Argento                                     | Punteggio | Bronzo                                    | Punteggio |
| Pattinaggio a coppie | Russia Ksenija Stolbova Fëdor Klimov | 198,87    | Russia Evgenija Tarasova Vladimir Morozov   | 176,92    | Italia Nicole Della Monica Matteo Guarise | 160,95    |
| Danza su ghiaccio    | Francia Pernelle Carron Lloyd Jones  | 135,53    | Azerbaigian Julija Zlobina Aleksej Sitnikov | 142,66    | Russia Viktorija Sinicina Ruslan Žiganšin | 142,50    |

## Medagliere
| Pos.   | Paese       | Oro | Argento | Bronzo | Totale |
| ------ | ----------- | --- | ------- | ------ | ------ |
| 1      | Russia      | 2   | 2       | 2      | 6      |
| 2      | Cina        | 1   | 0       | 0      | 1      |
| 2      | Francia     | 1   | 0       | 0      | 1      |
| 4      | Italia      | 0   | 1       | 1      | 2      |
| 5      | Azerbaigian | 0   | 1       | 0      | 1      |
| 6      | Giappone    | 0   | 0       | 1      | 1      |
| Totale | Totale      | 4   | 4       | 4      | 12     |